# Анабар
Анаба́р (рос. Анабар, якут. Анаабыр) — річка в Якутії, Росія. Бере початок на Анабарському плато при злитті двох річок — Мала Куонамка та Велика Куонамка, протікає по Північно-Сибірській низовині, впадає в море Лаптєвих, утворюючи в гирлі мілководний естуарій (Анабарська губа).

## Географія
Довжина річки становить 939 км, площа басейну — 100 000 км². Середньорічні витрати води в гирлі — 498 м³/сек, а за 200 км від гирла (станція Саскилах) — 453 м³/сек. Живлення снігове. Скресає наприкінці червня, замерзає наприкінці вересня. Взимку на перекатах промерзає до самого дна.
Острови: Арабил-Арита, Баттахтах-Арита, Гала-Ари, Истакан-Арита, Кемюктях-Ари, Кюлюс-Арита, Оюльге, Сельденкелір-Ари, Сіннігес-Ари, Урунг-Хая-Арита, Чокогор-Ари та інші.
Нерегулярне судноплавство здійснюється до села Джелінда (на річці Мала Куонамка). Значні рибні багатства — ряпушка, омуль, нельма, муксун, сиг тощо.